# Công nhận các cặp cùng giới ở Slovakia
Slovakia không công nhận hôn nhân cùng giới hoặc kết hợp dân sự. Ngoài ra, Hiến pháp cấm hôn nhân cùng giới. Giấy chứng nhận để công nhận quan hệ đối tác cùng giới đã được giới thiệu bốn lần, vào năm 1997, năm 2000, năm 2012 và năm 2018, nhưng tất cả đều bị từ chối.
Tuy nhiên, có một số sự công nhận về mặt giám hộ cho những người trưởng thành với nhau, tức là bao gồm cả những cặp cùng giới sống chung không đăng ký. Quyền hạn chế đối với "người thân" (tiếng Slovak: blízka osoba) được công nhận theo luật dân sự và hình sự.
Ngoài ra, theo phán quyết của Tòa án Công lý Châu Âu vào tháng 6 năm 2018, hôn nhân cùng giới được ký kết tại các quốc gia thành viên EU đã hợp pháp hóa hôn nhân cùng giới thì phải được công nhận ở Slovakia và các cặp cùng giới phải được cấp quyền cư trú đầy đủ. Điều này chỉ áp dụng nếu ít nhất một đối tác là công dân EU và nếu cuộc hôn nhân được thực hiện tại một quốc gia thành viên EU đã hợp pháp hóa hôn nhân cùng giới. Chính quyền Slovakia nhanh chóng tuyên bố tuân thủ phán quyết.

## Sống chung không đăng ký
Kể từ năm 2018, luật dân sự và hình sự của Slovakia đã công nhận "người thân", được định nghĩa là anh chị em ruột hoặc vợ/chồng; một thành viên trong gia đình hoặc một người trong mối quan hệ sẽ được coi là "người thân" "nếu một người trong số họ bị tổn thương một cách hợp lý là người đó bị tổn thương bởi nam/nữ." Chỉ có quyền hạn chế được cấp, cụ thể là trong lĩnh vực thừa kế.